# Antonia Matos
Antonia Clementina Matos Aycinena (-de Massot), com nome artístico de Antonia Matos (Cidade da Guatemala, 21 de novembro de 1904 — Cidade da Guatemala, 22 de junho de 1994), foi uma pintora guatemalteca.

## Biografia
Era filha mais nova de José Matos Pacheco, diplomata de carreira. Numa época em que a sociedade de seu país limitava as mulheres aos afazeres domésticos, ela e sua irmã María Antonia estudaram na escola culinária Le Cordon Bleu em Paris onde esta optara pela música e Antonia por pintura.
Ela então se matriculou no curso de Justo de Gandarias, em 1916; com a restauração da Academia Nacional de Pintura pelo presidente José María Reina Barrios, em 1920, ela ali ingressa; um dos mestres fundadores, Rafael Rodríguez Padilla, havia esculpido uma cariátide para servir de coluna no túmulo da família Castillo e um boato de que Antonia teria sido a modelo se espalhou, gerando escândalo; embora o corpo da figura mítica em nada lembrasse o seu, argumentavam que o rosto era bastante parecido.
Com a criação da Sociedade das Nações, seu pai mudou-se com a família para a Europa e Antonia, já uma artista formada, foi prontamente aceita na Beaux-Arts de Paris, onde obteve um segundo lugar em pintura a óleo.
Mesmo a Guatemala não integrando o Comitê Olímpico Internacional, participou da competição de 1932 em Los Angeles onde perdeu o ouro para David Wallin, recebendo "menção honrosa".
Ela era uma pintora pouco conhecida, contando somente com uma exposição na Guatemala e em Paris. Em 1934 realizou sua primeira e única exposição no país natal mas logo o diretor de belas artes, após três dias de sua abertura, ordenou seu fechamento por conter três quadros expondo a nudez. A pintora sofreu então com o escárnio e, mesmo antes de inaugurar sua exposição, os Correios se negavam a entregar os convites para a exposição se estes não estivesse envelopados de certa forma prescrita.
Foi casada com o piloto da Força Aérea da França Henry Massot, falecido em 1956. Não tiveram filhos e, com o fim do governo de Ubico, a quem a família era ligada politicamente, sua irmã e o cunhado partiram para o exílio no México e tiveram os bens confiscados, incluindo a companhia Aviateca; ela então ficou com um sobrinho que, entretanto, morreu jovem. Vivendo de forma solitária e reclusa, sempre vestida de preto, e quase esquecida no país natal. Em 1982 a Belas Artes do país, porém, realizou uma exposição de sua obra, como um "desagravo" ao ostracismo a que fora relegada.
Matos sofreu com o preconceito e se tornou um símbolo para as pintoras guatemaltecas, ao enfrentar os obstáculos da sociedade de seu tempo.